# 남계초등학교
남계초등학교는 대한민국 경상북도 구미시에 있는 초등학교다.

## 학교 연혁
- 1967.03 구운초등학교 봉한분교 설립
- 1968.03 남계국민학교 개교
- 1996.03 남계초등학교로 교명 변경
- 2007.03 경상북도교육청 교원능력개발평가 시범학교
- 2010.03 경상북도교육청 지정 학부모 학교참여 활성화 시범학교
- 2012.03 제17대 최순실 교장 부임
- 2015.03 경상북도교육청 지정 환경교육 연구시범학교
- 2015.03 초등학교7학급, 병설유치원1학급 편성